# SS Admirał Nachimow
SS Admirał Nachimow (ros. Адмирал Нахимов) – statek pasażerski Republiki Weimarskiej zwodowany w marcu 1925 roku i ochrzczony jako SS Berlin. W czasie II wojny światowej pływał jako statek szpitalny, a po wojnie jako radziecki wycieczkowiec. 31 sierpnia 1986 roku Admirał Nachimow zderzył się w pobliżu portu w Noworosyjsku z dużym masowcem Piotr Wasiow i szybko zatonął. Śmierć poniosły 423 z 1234 osób znajdujących się na pokładzie.

## Historia

### SSBerlin
Trzeci statek o nazwie Berlin został zbudowany w stoczni Bremer Vulkan w Vegesack, dzielnicy Bremy. Zwodowany 25 marca, a oddany do eksploatacji 17 września 1925 roku. Statek miał 174 m długości, cztery pokłady i 15 286 BRT pojemności. Od 26 września 1925 roku obsługiwał trasę Bremerhaven – Southampton – Cherbourg – Nowy Jork jako liniowiec Norddeutscher Lloyd.
12 listopada 1928 roku Berlin wziął udział w akcji ratowania pasażerów i załogi statku SS Vestris, który zatonął u brzegów Wirginii podczas rejsu z Nowego Jorku na Barbados. W katastrofie tej zginęło 113 osób.
W roku 1939 Berlin został wyczarterowany przez nazistowską organizację Kraft durch Freude (KdF) jako statek wycieczkowy dla klasy robotniczej, zaś przed wybuchem wojny przekształcono go w statek szpitalny.

### Wojna i dalsze losy
Berlin był jednym z ośmiu niemieckich statków szpitalnych (Lazarettschiffe). Większość z nich, o ile nie wszystkie, po zakończeniu służby w tym charakterze, wykonywały inne zadania, głównie jako statki transportowe dla przewozu personelu wojskowego. 16 lipca 1939 roku wnętrza Berlina zaczęto przebudowywać na szpital, a 23 sierpnia wszedł do służby w Kriegsmarine jako Lazarettschiff A. Miał miejsca dla 400 pacjentów, a jego załogę stanowiło 165 ludzi. Początkowo służył na Bałtyku, a następnie na przybrzeżnych wodach Norwegii. Był wówczas rozpoznawany jako „Numer Poczty Polowej 07520”. Na początku 1945 roku Berlin miał wziąć udział w operacji Hannibal, wielkiej ewakuacji żołnierzy i ludności cywilnej z Kurlandii, Prus Wschodnich i Zatoki Gdańskiej.
31 stycznia, w trakcie formowania na wysokości Świnoujścia konwoju udającego się na wschód, Berlin wszedł na minę, więc został wzięty na hol celem przeprowadzenia go do Kilonii. Wówczas statek trafił na drugą minę, skutkiem czego o godz. 23.53 osadzono go na mieliźnie. Zdemontowano całe nadające się do użytku wyposażenie, a 5 lutego Berlin został opuszczony.
Statek został załatany, osuszony i ściągnięty z mielizny w roku 1949 przez Rosjan i nazwany Admirał Nachimow na cześć admirała Pawła Nachimowa, XIX-wiecznego dowódcy, który odznaczył się podczas wojny krymskiej. Po przebudowie w stoczni w Sewastopolu pojemność statku wzrosła do 17 053 RT. W roku 1957 wszedł do regularnej służby pasażerskiej na Morzu Czarnym, a w 1962, w czasie kryzysu rakietowego, został wykorzystany do przewiezienia wojska na Kubę.
W szczytowych okresach letnich sezonów turystycznych Admirał Nachimow operował na trasie między Odessą a Batumi, odbywając sześciodniowe rejsy okrężne. W każdym rejsie przewoził około tysiąca pasażerów. Przez kilka lat był statkiem flagowym czarnomorskiej floty pasażerskiej, ale wkrótce pojawiły nowocześniejsze liniowce.

## Zatonięcie
31 sierpnia 1986 roku, o godz. 22:00 czasu moskiewskiego, Admirał Nachimow wyszedł z Noworosyjska kierując się do Soczi. Na pokładzie było 888 pasażerów i 346 członków załogi. Większość pasażerów stanowili Ukraińcy, ale byli też Rosjanie, Mołdawianie, mieszkańcy republik bałtyckich i Azji Środkowej. Kapitanem statku był Wadim Markow.
Już w kilka minut po rozpoczęciu rejsu pilot portowy zauważył, że duży statek handlowy, Piotr Wasiow znajduje się na kolizyjnym kursie wobec Admirała Nachimowa. Piotr Wasiow był zbudowanym w Japonii 18 604-tonowym masowcem ostatnio pozyskanym przez ZSRR, a w tym rejsie wiózł ładunek owsa i jęczmienia z Kanady. Pilot ostrzegł przez radio Piotra Wasiowa, a frachtowiec odpowiedział: „Nie ma obawy. Przejdziemy obok siebie czysto. Zajmiemy się wszystkim”.
Jednak dowódca Piotra Wasiowa, kapitan Wiktor Tkaczenko nie zwolnił prędkości, ani nie zmienił kursu swego statku. Tymczasem kapitan Markow, przekonany że frachtowiec minie Admirała Nachimowa bez incydentu, jeszcze przed opuszczeniem przez statek Zatoki Cemeskiej zszedł z mostku do swej kabiny, oddając prowadzenie w ręce I oficera, Aleksandra Czudnowskiego. Od godz. 23 Czudnowski kilka razy wywoływał przez radio Piotra Wasiowa pytając o kurs statku i dalsze działania, a także zmienił kurs 10 stopni w lewo. O 23.10 Czudnowski krzyknął przez VHF do frachtowca: „Natychmiast cała wstecz!” i, dopiero gdy stało się oczywiste, że masowiec idzie na zderzenie, maszyny Piotra Wasiowa zaczęły pracować wstecz. Admirał Nachimow skręcił ostro w lewo, ale było już za późno.
O godzinie 23.12 Piotr Wasiow wbił się w śródokręcie Admirała Nachimowa osiem mil (15 km) od portu w Noworosyjsku i dwie mile (4 km) od brzegu. Wielu pasażerów udało się do swych kabin na odpoczynek, ale na pokładzie zostali tacy, którzy słuchali muzyki i tańczyli. Ci mogli tylko patrzeć bezwolnie, jak dziób frachtowca taranuje prawą burtę wycieczkowca z szybkością około 5 węzłów (9 km/h). Admirał Nachimow płynął siłą inercji dalej, przez co dziura w poszyciu pomiędzy maszynownią a kotłownią powiększyła się do 84 m².
Liniowiec natychmiast przechylił się na prawą burtę, a światła zgasły. Po kilku sekundach włączył się awaryjny generator dieslowski, ale po około dwóch minutach światła zgasły ponownie, pogrążając tonący statek w ciemnościach. Ludzie na dolnych pokładach gubili się w ciemnych, gwałtownie pochylających się korytarzach. Nie było czasu na spuszczenie łodzi, setki ludzi skakały do pokrytej warstwą ropy wody czepiając się kamizelek ratunkowych i pływających szczątków.
Admirał Nachimow zatonął w ciągu siedmiu minut. 10 minut później pojawiły się pierwsze jednostki ratownicze. Piotr Wasiow nie odniósł poważnych uszkodzeń i brał udział w akcji ratowniczej. Na miejscu zjawiły się 64 statki i 20 helikopterów, które wydobyły z wody 836 osób. Niektórzy ludzie byli tak oblepieni ropą, że wymykali się z rąk ratowników. Marynarze skakali więc do wody i pomagali rozbitkom. W związku z tym, że na Admirale Nachimowie nie było sprawnie działającej wentylacji, wszystkie 90 okien w kabinach było w chwili katastrofy otwartych. Na dodatek podczas powojennej przebudowy usunięto z wnętrza kadłuba grodzie, które mogłyby zapobiec zatonięciu. Pasażerowie i członkowie załogi mieli niewiele szans na ocalenie życia; 423 osoby z 1234 znajdujących się na statku zginęły. Wśród ofiar było 64 marynarzy i 359 pasażerów. Zwłok 64 ofiar nigdy nie odnaleziono.
Przez następne pięć dni władze nie informowały o katastrofie. Ocalonym zezwolono jedynie na wysłanie telegramów o treści „żyję i czuję się dobrze w Noworosyjsku”. Cenzura wstrzymywała wszelkie wzmianki o tym, co się stało, do 5 września, kiedy wreszcie przerwała milczenie moskiewska „Prawda”, publikując notatkę z wyrazami żalu dla rodzin ofiar.
Wrak Admirała Nachimowa leży na prawej burcie na głębokości 45 metrów. Masowiec Piotr Wasiow wielokrotnie zmieniał nazwę (1986–1995 «Подольск», 1995–2000 «Langeron», 2000–2003 «An an», 2003–200 «Myroessa», 2006–2010 «Orbit», 2010–2012 - «Jiajiaxin 1») i do roku 2012 pływał pod banderą Malty.

### Śledztwo
Władze radzieckie powołały komisję śledczą, której zadaniem było wyjaśnienie przyczyn katastrofy. Komisja ta ustaliła, że zarówno kapitan Markow, dowódca Admirała Nachimowa jak i kapitan Tkaczenko z Piotra Wasiowa naruszyli bezpieczeństwo żeglugi. Mimo ponawianych wezwań do przepuszczenia statku pasażerskiego, Tkaczenko nie zmniejszył prędkości swej jednostki, a o zderzeniu poinformował dopiero po czterdziestu minutach. Kapitana Markowa nie było na mostku. Proces miał miejsce w roku 1987 w Odessie. Obaj kapitanowie, Markow i Tkaczenko, zostali uznani winnymi zaniedbania obowiązków i skazani na 15 lat więzienia. Wyszli na wolność po upadku ZSRR, w roku 1992.

### Ofiary katastrofy
| Republika      | Kraj obecnie | Liczba ofiar |
| -------------- | ------------ | ------------ |
| Ukraińska SRR  | Ukraina      | 267          |
| Rosyjska FSRR  | Rosja        | 72           |
| Litewska SRR   | Litwa        | 25           |
| Łotewska SRR   | Łotwa        | 24           |
| Mołdawska SRR  | Mołdawia     | 20           |
| Uzbecka SRR    | Uzbekistan   | 10           |
| Białoruska SRR | Białoruś     | 3            |
| Gruzińska SRR  | Gruzja       | 1            |
| Kirgiska SRR   | Kirgistan    | 1            |
| Razem          |              | 423          |